# Brandi Carlile (album)
Brandi Carlile è il primo album in studio della cantante folk rock statunitense Brandi Carlile, pubblicato nel 2005.

## Tracce
1. Follow – 4:13
2. What Can I Say – 2:50
3. Closer To You – 2:54
4. Throw It All Away – 3:43
5. Happy – 2:32
6. Someday Never Comes – 2:47
7. Fall Apart Again – 3:37
8. In My Own Eyes – 3:31
9. Gone – 3:05
10. Tragedy – 3:45